# Chandra Shamsher Jang Bahadur Rana
Chandra Shamsher Jang Bahadur Rana (चन्द्र समसेर जङ्गबहादुर राणा - Candra Samasera Jaṅgabahādura Rāṇā; 8 luglio 1863 – Katmandu, 26 novembre 1929) è stato un politico nepalese, Maharaja di Lambjang e Kaski, generale e Primo ministro del Nepal dal 1901 al 1929.
Apparteneva alla potente famiglia Rana, che ha tenuto le redini del governo nepalese dal 1846 al 1951.